# 香港中文大學崇基學院神學院

香港中文大學崇基學院神學院

香港中文大學崇基學院神學院（英語：Divinity School of Chung Chi College, The Chinese University of Hong Kong）簡稱崇基學院神學院，或崇基神學院，舊稱崇基神學組。為現時各地華人及香港公立大學中唯一不屬於任何一個基督教宗派的神學院，乃由中華基督教會香港區會、基督教香港崇真會、香港基督教循道衛理聯合教會及五旬節聖潔會支持。

## 歷史

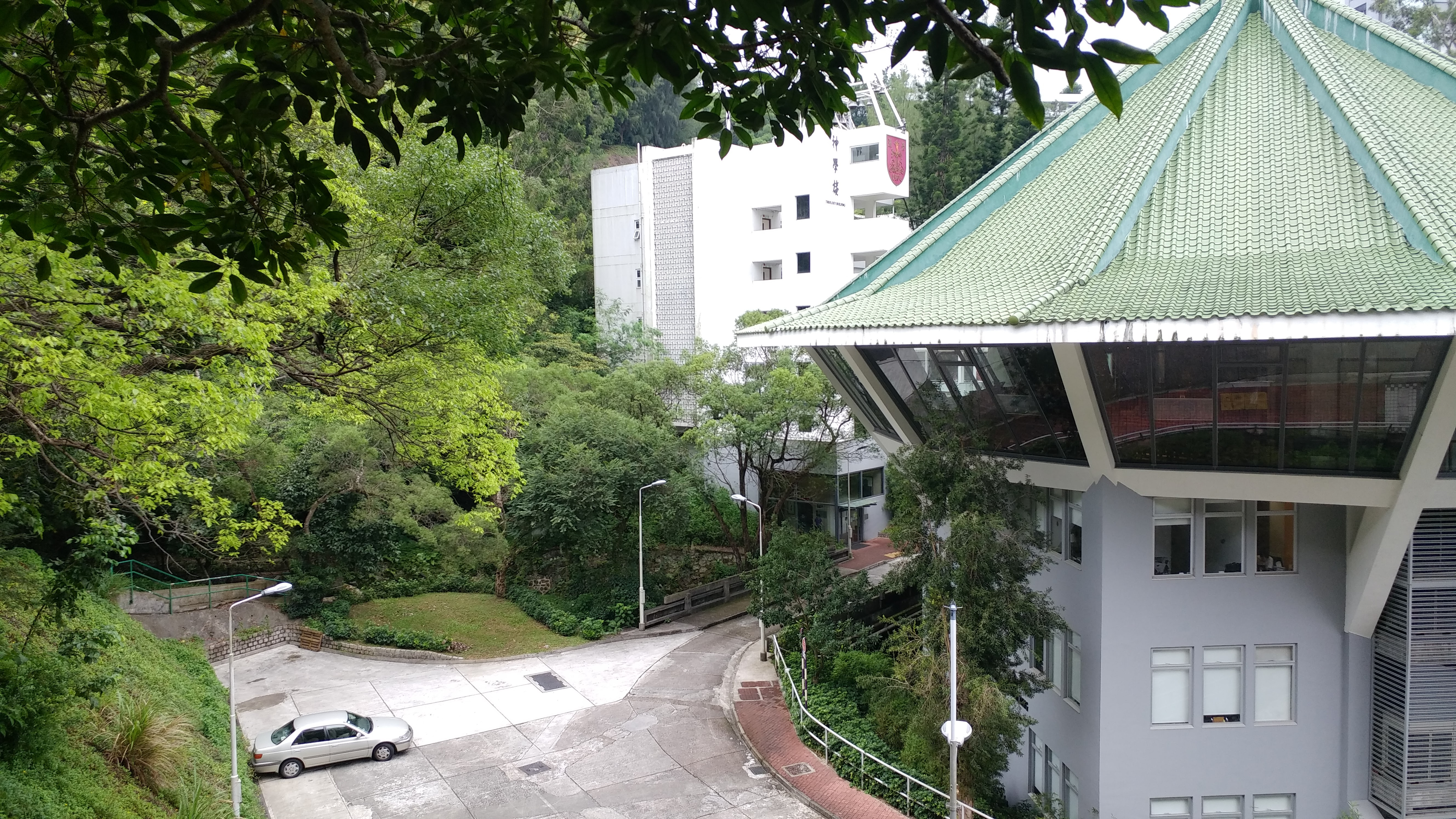
神學院的兩棟建築——包含聖堂的「容啟東校長紀念樓」（綠色圓頂者）及用作學生宿舍的「神學樓」（後方白色建築）。

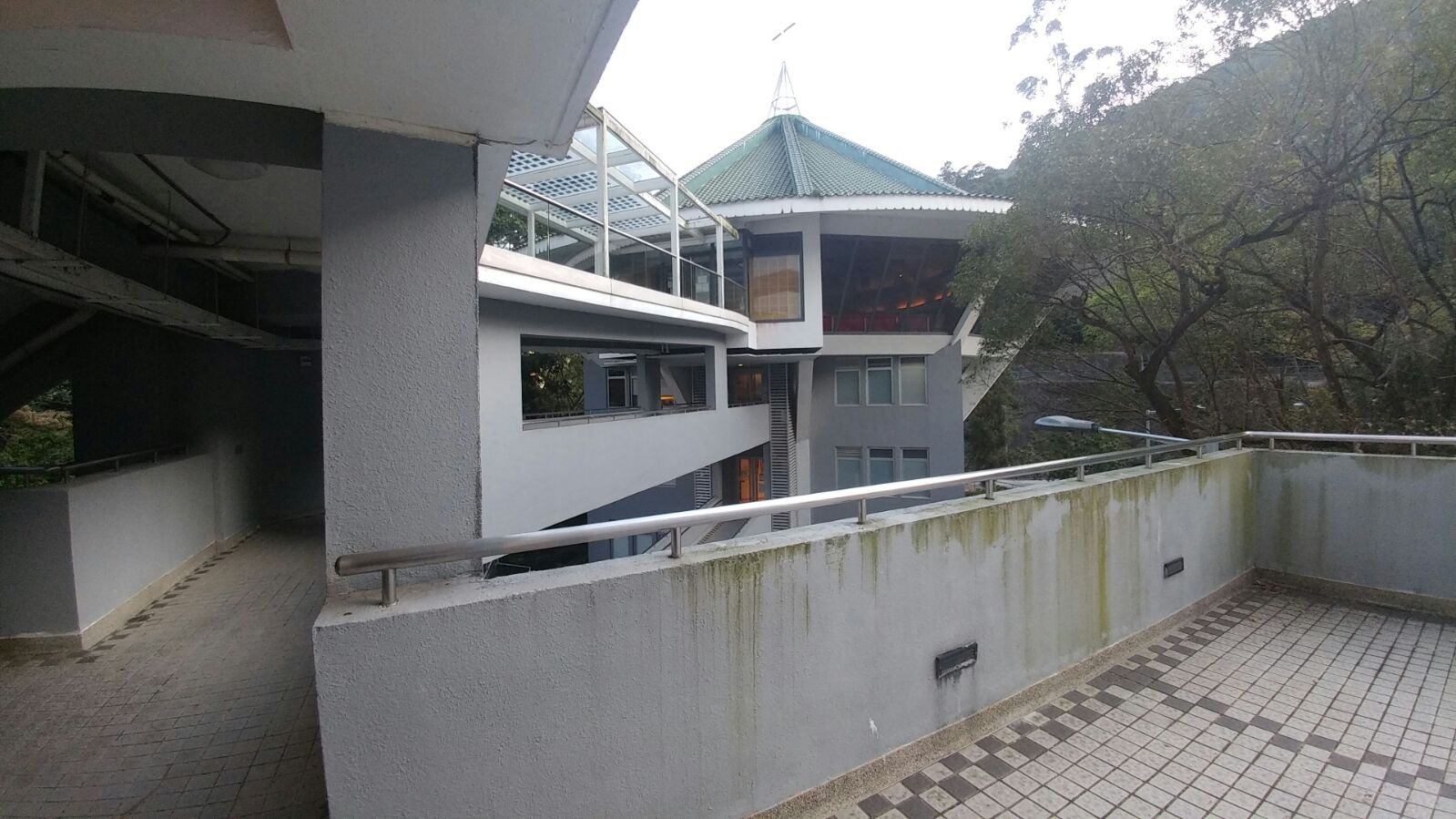
從神學樓望向容啟東校長紀念樓聖堂。

崇基學院神學院之歷史源流可追溯至1864年，長老會在廣州花地設立之神學訓練學校，該校於1914年即與聖公會及循道公會之神學訓練學校合併為廣州協和神學院，於戰時曾先後與華中大學及嶺南大學合作。
1962年，當崇基學院尚未加入香港中文大學時，神學教育之責，乃由當時獨立組成之「崇基神學院」擔任，以中華基督教會之香港神學院為該新神學院之核心。崇基神學院與崇基學院保持密切良好之關係，並由崇基學院校長容啟東教授擔任首任校長。
1966年崇真會（巴色差會）亦將其樂育神學院併入；而樂育神學院歷史悠久，設自1864年寶安縣之李朗（今深圳市龙岗區），曾數易院址，在1955年設校於西貢。當時之崇基神學院乃由中華基督教會、循道公會、聖公會、衛理公會、潮語浸信會及崇真會共同支持，其校董會亦由各合作教會之代表所組成，並計劃在崇基學院內興建神學樓。
1968年，崇基神學院改制。神學訓練工作轉由新設立於崇基學院內之神學組辦理，成為「崇基學院哲宗系」（1977年改為「中大宗教系」，又於2004年發展為「文化及宗教研究系」）之一學術單位。所籌建之神學樓，於1969年落成啟用，並於2000年重修及改建。神學課程及學術水準，均為香港中文大學認可，與其他學系具有同等地位，同受大學之監督，並提供由中文大學頒發之神學及基督教研究學位之課程。但神學組本身之管理，主要由各合作教會代表組成之神學校董會在崇基學院校董會領導下負責。其經常費不受大學撥款委員會資助，主要由教會各界人士及崇基學院校董會支持。為紀念已故之龐萬倫牧師（Rev. Pommerenke），捐出小道風山土地（今曉翠山莊），崇基學院校董會由1998年起，撥款設立「龐萬倫基督教與中國文化講師」教席；而後來在崇基加建的一座新師生中心，亦因而命名為「龐萬倫學生中心（Pommerenke Student Centre，PSC）」。
神學組於2004年8月1日起易名為「香港中文大學崇基學院神學院」，以強化作為各地華人公立大學中唯一提供神學課程的神學教育機構之角色，並以此身分更廣泛地與世界各地的神學院發展合作關係。與此同時，崇基神學院亦以「崇基學院神學院有限公司」名義註冊，以合署辦公方式經營其本身自資課程。
崇基學院神學院亦為東南亞神學教育協會之會員，並為該會東南亞神學研究院香港分院之成員學院，提供由該院頒發有關學位之課程。崇基學院神學院之歷屆畢業生，約半數已被教會按立為聖職人員，服務於海內外教會，另約有一半則分別在大專院校、神學院、基督教機構、教育及社會服務機構、工商界及其他專業界服務。
神學院要求所有全日制修讀之單身學生住宿於崇基學院的神學樓（由於空間狹窄，個別身體殘障者可獲酌情考慮，不一定入住神學樓，曾有例子獲安排入住善衡書院），但可與其他學生一樣，使用香港中文大學提供予學生之設施。

## 歷任校長、院長及神學組主任

### 崇基神學院（1963年–1968年）
1963–1968年稱為「崇基神學院」，設有校長及院長／教務長。

#### 神學院校長
容啟東博士（1963年–1968年）

#### 神學院院長／教務長
趙友仁牧師（1963年）
芮陶奄博士（1964年–1968年）

### 崇基神學組（1968年–2004年7月）
由1968年起，「崇基神學院」改名「崇基神學組」，設有主任，1995年起併入香港中文大學。

#### 神學組主任
廖新民博士（1968年–1975年）
歐禮彰博士（1975年–1977年）
戴智民博士（1978年–1980年）
潘應求博士（1980年–1982年）
陳佐才博士（1982年–1987年）
周天和博士（1988年–1992年）
陳佐才博士（1992年–1995年）
盧龍光博士（1995年–2004年）

### 崇基學院神學院（2004年8月起）
由2004年8月1日起，「香港中文大學崇基學院 崇基神學組」易名為「香港中文大學崇基學院神學院」（簡稱「崇基學院神學院」或「崇基神學院」），復設院長。

#### 神學院院長
盧龍光教授（2004年–2014年7月）
邢福增教授（2014年8月–2020年7月）
葉菁華教授（2020年8月– ）

## 知名校友
- 賴品超教授（1987/MDiv）：香港中文大學文學院副院長、文化及宗教研究系教授
- 陳慎慶教授（1982/MDiv）：香港浸會大學宗教及哲學系教授
- 黃慧貞博士（1985/BD）：香港中文大學現代語言及文化系副教授
- 胡露茜博士（1988/BD）：香港中文大學崇基學院神學院兼任教師
- 蘇成溢牧師（1985/BD）：中華基督教會香港區會總幹事
- 吳碧珊牧師（1986/BD）：中華基督教會香港區會副總幹事
- 翁傳鏗牧師（1984/BD，1997/MDiv）：香港基督教文藝出版社社長
- 蒲錦昌牧師（1988/BD）：香港基督教協會總幹事
- 許開明牧師（1983/BA，1992/BD）：中華基督教會合一堂主任牧師，前崇基校牧
- 馮智活牧師（1982/MDiv）：香港聖公會聖多馬堂輔理聖品
- 林國璋牧師（1992/BD，2020/MTh）：基督教善樂堂前堂主任
- 張大衛牧師（2010/BD）：基督路小教會堂主任
- 林子健先生（2009/BD）：香港民主黨成員
- 林思漢牧師（2018/MDiv）：基督教善樂堂牧師

## 重要事件

### 被蘇穎智批評
2013年6月，中國基督教播道會恩福堂蘇穎智牧師在一次講道中提及崇基學院神學院時，指神學院取錄不信神的學生讀神學，甚至暗喻不信者也能當傳道人。同年10月，一群崇基神學院學生及校友發出「回應蘇穎智牧師批評崇基學院神學院」的聯署聲明，指蘇穎智言論失實，在沒有做好基本資料搜集的情況下作出批評是極不公允，要求道歉。

### 聖公會退出
2016年5月，香港聖公會教省秘書長管浩鳴牧師對《時代論壇》表示，聖公會已口頭及書面告知崇基神學院，表明於2016年9月1日起退出崇基神學院「支持教會」行列。 2016年5月14日，約三十多名聖公會教友及崇基神學院畢業生，於學院外集會聲援，認為聖公會與崇基神學院關係深厚，促聖公會審慎考慮。

## 外部連結
- 香港中文大學崇基學院神學院（页面存档备份，存于）